# Siamosaure
El siamosaure (Siamosaurus, 'rèptil de Siam') és un gènere representat per una única espècie de dinosaure teròpode espinosàurid que va viure en el Cretaci inferior (fa aproximadament 96 milions d'anys, en el Cenomanià), en el que avui és Tailàndia.
Tenia una longitud de prop de 9,1 m. Hi ha molt poca informació sobre aquest carnívor, però se sap pel dents que era similar a l'espinosaure amb el qual va haver d'estar relacionat, el que fa creure als científics que pot haver tingut una dieta piscívora. Solament es coneix una dent d'aquest animal.